# Suisse aux Jeux olympiques d'hiver de 1936
Cet article contient des informations sur la participation et les résultats de la Suisse aux Jeux olympiques d'hiver de 1936, qui ont eu lieu à Garmisch-Partenkirchen en Allemagne.

## Médaillés
| Médaille | Nom                                                         | Sport     | Épreuve      |
| -------- | ----------------------------------------------------------- | --------- | ------------ |
| Or       | Pierre Musy Arnold Gartmann Charles Bouvier Joseph Beerli   | Bobsleigh | Bob à quatre |
| Argent   | Fritz Feierabend Joseph Beerli                              | Bobsleigh | Bob à deux   |
| Argent   | Reto Capadrutt Hans Aichele Fritz Feierabend Hans Bütikofer | Bobsleigh | Bob à quatre |

## Résultats

### Ski alpin

#### Femmes
| Athlète         | Épreuve | Descente     | Descente | Slalom                    | Slalom       | Slalom | Total        | Total |
| Athlète         | Épreuve | Temps        | Rang     | Temps 1                   | Temps 2      | Rang   | Total points | Rang  |
| --------------- | ------- | ------------ | -------- | ------------------------- | ------------ | ------ | ------------ | ----- |
| Marcelle Bühler | Combiné | 5 min 51 s 6 | 9        | 1 min 45 s 1 (+ 0 min 06) | 1 min 34 s 6 | 12     | 78,87        | 10    |
| Erna Steuri     | Combiné | 5 min 20 s 4 | 4        | 1 min 17 s 2              | 1 min 21 s 2 | 3      | 92,36        | 4     |

### Bobsleigh
| Traîneau | Athlètes                       | Épreuve    | Manche 1      | Manche 1 | Manche 2      | Manche 2 | Manche 3      | Manche 3 | Manche 4      | Manche 4 | Total         | Total             |
| Traîneau | Athlètes                       | Épreuve    | Temps         | Rang     | Temps         | Rang     | Temps         | Rang     | Temps         | Rang     | Temps         | Rang              |
| -------- | ------------------------------ | ---------- | ------------- | -------- | ------------- | -------- | ------------- | -------- | ------------- | -------- | ------------- | ----------------- |
| SUI-1    | Reto Capadrutt Charles Bouvier | Bob à deux | 1 min 25 s 45 | 3        | 1 min 23 s 69 | 5        | 1 min 34 s 09 | 18       | 1 min 23 s 00 | 5        | 5 min 46 s 23 | 7                 |
| SUI-2    | Fritz Feierabend Joseph Beerli | Bob à deux | 1 min 26 s 34 | 6        | 1 min 20 s 31 | 1        | 1 min 24 s 11 | 1        | 1 min 19 s 88 | 1        | 5 min 30 s 64 | Médaille d'argent |

| Traîneau | Athlètes                                                    | Épreuve      | Manche 1      | Manche 1 | Manche 2      | Manche 2 | Manche 3      | Manche 3 | Manche 4      | Manche 4 | Total         | Total             |
| Traîneau | Athlètes                                                    | Épreuve      | Temps         | Rang     | Temps         | Rang     | Temps         | Rang     | Temps         | Rang     | Temps         | Rang              |
| -------- | ----------------------------------------------------------- | ------------ | ------------- | -------- | ------------- | -------- | ------------- | -------- | ------------- | -------- | ------------- | ----------------- |
| SUI-1    | Reto Capadrutt Hans Aichele Fritz Feierabend Hans Bütikofer | Bob à quatre | 1 min 23 s 49 | 7        | 1 min 19 s 88 | 3        | 1 min 20 s 75 | 5        | 1 min 18 s 61 | 1        | 5 min 22 s 73 | Médaille d'argent |
| SUI-2    | Pierre Musy Arnold Gartmann Charles Bouvier Joseph Beerli   | Bob à quatre | 1 min 22 s 45 | 3        | 1 min 18 s 78 | 1        | 1 min 19 s 60 | 1        | 1 min 19 s 02 | 3        | 5 min 19 s 85 | Médaille d'or     |

### Ski de fond

#### Hommes
| Épreuve | Athlète            | Course        | Course |
| Épreuve | Athlète            | Temps         | Rang   |
| ------- | ------------------ | ------------- | ------ |
| 18 km   | Eduard Müller      | 1 h 32 min 04 | 51     |
| 18 km   | Adolf Freiburghaus | 1 h 27 min 08 | 40     |
| 18 km   | Willi Bernath      | 1 h 25 min 12 | 31     |
| 18 km   | August Sonderegger | 1 h 24 min 27 | 26     |

### Patinage artistique
| Athlète       | Épreuve       | Figures imposées | Libre | Places | Points    | Rang final |
| ------------- | ------------- | ---------------- | ----- | ------ | --------- | ---------- |
| Lucian Büeler | Simple hommes | 15               | 21    | 119    | 343,6 pts | 17         |

| Athlète        | Épreuve       | Figures imposées | Libre | Places | Points    | Rang final |
| -------------- | ------------- | ---------------- | ----- | ------ | --------- | ---------- |
| Angela Anderes | Simple femmes | 15               | 16    | 101    | 355,4 pts | 13         |

### Hockey sur glace

#### Groupe B
Les deux premières équipes se qualifient en demi-finale.
| Équipe     | Joués | Gagnés | Perdus | Nuls | Buts pour | Buts contre | Pts |
| ---------- | ----- | ------ | ------ | ---- | --------- | ----------- | --- |
| Allemagne  | 3     | 2      | 1      | 0    | 5         | 1           | 4   |
| États-Unis | 3     | 2      | 1      | 0    | 5         | 2           | 4   |
| Italie     | 3     | 1      | 2      | 0    | 2         | 5           | 2   |
| Suisse     | 3     | 1      | 2      | 0    | 1         | 5           | 2   |

| 7 février | États-Unis | 3-0 (0-0,3-0,0-0) | Suisse |
| 8 février | Allemagne  | 2-0 (0-0,1-0,1-0) | Suisse |
| 9 février | Suisse     | 1-0 (0-0,1-0,0-0) | Italie |

| Effectif suisse Albert Künzler Arnold Hirtz Oskar Schmidt Ernst Hug Adolf Martignoni Hans Cattini Richard Torriani Ferdinand Cattini Herbert Kessler Otto Heller Charles Kessler Thomas Pleisch |

### Combiné nordique
Épreuves:
- Ski de fond pendant 18 km
- saut à ski sur tremplin normal

La partie du ski de fond de l'épreuve est combinée avec l'épreuve principale de ski de fond. Les détails peuvent être retrouvés dans la section ski de fond de cet article. Quelques athlètes (mais pas tous) participent aux épreuves de ski de fond et de combiné nordique, leur temps sur le 18 km est utilisé pour les deux épreuves.
L'épreuve de saut à ski (tremplin normal) a lieu séparément de l'épreuve principale de saut à ski, les résultats peuvent être retrouvés dans le tableau ci-dessous.
| Athlète       | Épreuve    | Ski de fond   | Ski de fond | Ski de fond | Saut à ski | Saut à ski | Saut à ski   | Saut à ski | Total     | Total |
| Athlète       | Épreuve    | Temps         | Points      | Rang        | Distance 1 | Distance 2 | Total points | Rang       | Points    | Rang  |
| ------------- | ---------- | ------------- | ----------- | ----------- | ---------- | ---------- | ------------ | ---------- | --------- | ----- |
| Ernst Berger  | Individuel | 1 h 27 min 13 | 175,2 pts   | 27          | 36,5 m     | 47,5 m     | 174,9 pts    | 34         | 350,1 pts | 30    |
| Oswald Julen  | Individuel | 1 h 25 min 43 | 183,0 pts   | 21          | 43,0 m     | 45,0 m     | 184,3 pts    | 24         | 367,3 pts | 21    |
| Willi Bernath | Individuel | 1 h 25 min 12 | 185,7 pts   | 17          | 43,5 m     | 47,0 m     | 180,7 pts    | 30         | 366,4 pts | 22    |

### Saut à ski
| Athlète        | Épreuve         | Saut 1   | Saut 1    | Saut 1 | Saut 2   | Saut 2    | Saut 2 | Total     | Total |
| Athlète        | Épreuve         | Distance | Points    | Rang   | Distance | Points    | Rang   | Points    | Rang  |
| -------------- | --------------- | -------- | --------- | ------ | -------- | --------- | ------ | --------- | ----- |
| Reto Badrutt   | Tremplin normal | 64,5 m   | 95,7 pts  | 34     | 65,0 m   | 95,5 pts  | 33     | 191,2 pts | 34    |
| Marcel Raymond | Tremplin normal | 64,0 m   | 96,4 pts  | 32     | 68,5 m   | 100,9 pts | 24     | 197,3 pts | 28    |
| Richard Bühler | Tremplin normal | 63,0 m   | 102,0 pts | 18     | 63,0 m   | 102,0 pts | 20     | 204,0 pts | 19    |